# Taiwo Badmus
Taiwo Hassan Badmus (Londra, 3 luglio 1993) è un cestista irlandese.

## Palmarès
- Campionato islandese: 1

Tindastóll: 2022-2023